# Skatbank-Arena
Die Skatbank-Arena (früheres Leninstadion bzw. Waldstadion) ist ein Fußballstadion in der thüringischen Stadt Altenburg mit einem Fassungsvermögen von 25.000 Zuschauern. Es dient dem Fußballverein SV Motor Altenburg als Austragungsort der Heimspiele und ist das größte Stadion im Freistaat Thüringen.

## Geschichte
1957 wurde das damals nach Lenin benannte Stadion anlässlich des 3. Kreissport- und Kulturfestes eingeweiht. 1963 kamen zum FDGB-Pokal-Finale zwischen Zwickau und Zeitz 25.000 Zuschauer. Auch beim Junioren-Länderspiel BRD-Spanien (1969, im Rahmen des UEFA-Juniorenturniers) war das Stadion mit 25.000 Zuschauern randvoll besetzt. Die DDR-Liga-Spiele von Motor Altenburg (1970–1980) besuchten 7.000 bis 10.000 Fans. Von 1969 bis 1988 wurden insgesamt neun Länderspiele im Leninstadion ausgetragen. Ein weiterer Höhepunkt war 1997 das Freundschaftsspiel zwischen Motor Altenburg und dem DFB-Pokalsieger Werder Bremen (2:8).
Mit der Umbenennung in Waldstadion führte die Stadtverwaltung Ende der 1990er Jahre zahlreiche Sanierungsarbeiten durch. So wurden das Stadiongebäude, die Traversen und die sanitären Anlagen erneuert. Im Sommer 2006 übergab die Stadt Altenburg einen neuen Sozialtrakt an die Nutzer. Das Gesamtareal umfasst zwei Fußballstadien, die direkt miteinander verbunden sind. Das Alte Stadion mit 10.000 Plätzen verfügt zusätzlich noch über einen Kunstrasenplatz. Im Süden befindet sich ein weiterer Sportplatz, der allerdings nicht von Motor Altenburg genutzt wird.
Am 21. Juli 2007 wurde das 50-jährige Bestehen des Waldstadions gefeiert, fast 1.500 Zuschauer kamen zum Spiel Motor Altenburg gegen den FC Sachsen Leipzig, das Leipzig 6:1 gewann.
Am 29. Januar 2009 besiegelten der Altenburger Oberbürgermeister Michael Wolf und Raik Romisch, Vorstandsmitglied der Skatbank, die Umbenennung des bekannten Altenburger Waldstadions in „Skatbank-Arena“.
Die Deutsche Skatbank, welche rechtlich als Zweigniederlassung der hiesigen VR-Bank Altenburger Land eG geführt wird, möchte bis 2015 die gezahlten Sponsoringbeträge vollständig für die Sanierung des Stadions einsetzen, um den Anforderungen an eine moderne Sportstätte gerecht zu werden.
Am 7. August 2009 fand in der Skatbank-Arena das Eröffnungsspiel der Thüringenliga statt, das Kreisderby gegen den SV Schmölln war mit 1.300 Zuschauern das meistbesuchte Eröffnungsspiel in der Geschichte der Thüringenliga.
Im Achtelfinale des Thüringer Landespokals verlor Motor Altenburg am 9. Oktober 2010 vor 2.300 Zuschauern mit 0:4 gegen den FC Rot-Weiß Erfurt aus der 3. Liga.